# ZOO (1985年の映画)
『ZOO』（ズー、原題：A Zed & Two Noughts）は、1985年公開のイギリス映画。監督・脚本はピーター・グリーナウェイ。音楽は、多くのグリーナウェイ作品を手掛けるマイケル・ナイマンが担当した。上映時間115分。
劇中に裸体が頻出するために、日本での公開当時は多くの修正が入っていたが、現在入手可能な媒体では修正は取り除かれている。
シンメトリーに凝った構図、シマウマやワニ、魚など様々な生物の腐敗映像が早回しで流されるのが特徴的である。 劇中にはフェルメールの絵を強く意識したシーンが何箇所か登場する。

## あらすじ
ヨーロッパのとある公立動物園で動物学者として働くオズワルドとオリヴァーの双子の兄弟は最近、自動車事故で同時に妻を亡くした。車を運転していた女アルバは一命はとりとめたが、事故で片脚を切断した。
残された兄弟は悲しみにうちひしがれていたが、やがて2人は死んだ動物が腐ってゆく過程を記録する実験にとりつかれ、生物の進化をたどったフィルムを憑かれたように見始めた。やがて2人はアルバに魅かれ、彼女も2人に興味を抱き、次第に魅かれていくが…。

## スタッフ
- 監督・脚本：ピーター・グリーナウェイ
- 撮影：サッシャ・ヴィエルニ
- 音楽：マイケル・ナイマン
- 編集：ジョン・ウィルソン

## キャスト
- アルバ：アンドレア・フェレオル
- オズワルド：ブライアン・ディーコン
- オリヴァー：エリック・ディーコン
- ミロのヴィーナス：フランシス・バーバー
- 医師：ジェラード・トゥールン
- ヴァン・ホイテン：ジョス・アクランド
- フェリペ・アルク・アン・シエル：ヴォルフ・カーラー
- アーカイブ・フィルムのナレーター：デイビッド・アッテンボロー